# Juni (film)
Juni är en svensk dramafilm i kortfilmsformat från 2007 i regi av Fijona Jonuzi. I rollerna ses bland andra Ylva Gallon, Jan Coster och Michael Engberg.
Filmen handlar om fem personer som har fest. Två tjejer följer med sin karatetränare hem på efterfest och två vänner kommer inte in i sommarhuset och tvingas tillbringa kvällen utomhus. Manuset skrevs av Jonuzi och filmen fotades av Dan Sandqvist och klipptes av Guro Bruusgaard och Juha Harju. Filmen premiärvisades den 22 september 2007 på Umeå filmfestival och visades månaden efter på Uppsala kortfilmsfestival. Den nominerades till en Guldbagge 2008 i kategorin Bästa kortfilm.

## Rollista
- Ylva Gallon – Linda
- Jan Coster – Mikko
- Michael Engberg – Kristian
- Peter Lorentzon – Ville
- Helena Nizic – Natasja
- Eva Johansson	– Eva
- Louise Löwenberg – Lina
- Julia K Collins – Inez
- Natai da Silva Aires – Angelica
- Jonas Rimeika	– Magnus